# Jean-Pierre Vallée
Pour les articles homonymes, voir Vallée (homonymie).
Jean-Pierre Émile Marie Vallée (Brest, 9 avril 1884 - Paris, 19 avril 1965) est un officier de marine français. 

## Biographie
Fils d'un officier de marine, il entre à l'École navale en octobre 1900 et en sort aspirant de 2e classe en août 1902. Aspirant de 1re classe (octobre 1903), il sert sur le croiseur cuirassé Montcalm en Extrême-Orient puis, enseigne de vaisseau (octobre 1905), passe sur le croiseur Galilée en escadre de Méditerranée (1906) et sur le contre-torpilleur Cassini en escadre du Nord (1907-1908). En 1909-1910, il est sur le navire-école de pilotage, l'aviso Chamois. 
Aide de camp de l'amiral aux commandes de la 2e division de la 2e escadre sur les cuirassés Bouvet et Masséna (1911-1912). Lieutenant de vaisseau (septembre 1912), il embarque sur le croiseur cuirassé Condé où il sert de 1913 à 1916 avant de commander la canonnière Gracieuse (1916-1918) puis d'être nommé à l’État-major général (1919). 
Capitaine de corvette (juin 1920), il suit en 1921 les cours de l'École supérieure de marine dont il est breveté d'état-major. Il est alors attaché au vice-amiral président de la Commission de refonte du service de bord. 
Promu capitaine de frégate (juin 1923), il sert à l'état-major du vice-amiral inspecteur général des forces maritimes de l'Atlantique puis du Nord (1923-1924) et devient premier sous-chef d'état-major de l'escadre de Méditerranée sur le cuirassé Jean-Bart (1924-1925). En 1926-1927, il commande le croiseur Metz puis devient en 1927 professeur adjoint au Centre des hautes études navales. 
Capitaine de vaisseau (août 1929), il reçoit en 1930-1931 le commandement du contre-torpilleur Panthère et de la 5e division légère avant de devenir en 1932, professeur à l’École de guerre navale et directeur des études du Centre des hautes études navales. 
En 1933, il commande le contre-torpilleur Tigre et la 9e division légère. Chef d'état-major de la 1re escadre (1934-1935), il est nommé contre-amiral en septembre 1935 et commandant de la marine au Maroc. 
Il commande en 1937 le secteur de défense de Brest puis en septembre 1938 la 2e division de ligne et est promu vice-amiral en octobre 1939. 
Major général du port de Toulon, préfet maritime de Toulon (juillet 1940), il doit cesser ses fonctions dès septembre et est placé en congé d'activité (décembre 1941). 
Il est élu à l'Académie de marine en novembre 1953.

## Récompenses et distinctions
- Chevalier (26 janvier 1916), Officier (7 juillet 1926) puis Commandeur de la Légion d'honneur (2 juillet 1936).